# Тануш Дукађини
Тануш Дукађини, познат и као Тануш Мали (умро пре 1433) је био средњовековни племић, учесник Другог скадарског рата (1419-1423).

## Биографија
Тануш је припадао породици Дукађини. Био је син Павла Дукађинија. Имао је четворицу браће: Прогона, Павла II, Андрију и Јована. Јануара 1423. године, током Другог скадарског рата, Млетачка република је поткупила неколико племенских вођа у Зети: Паштровиће, Јована Кастриота, Дукађиније и Коју Захарију. Иако ниједан од њих није узео учешћа у борбама против Срба, ови владари напуштају редове војске Стефана Лазаревића. Тако су постали потенцијална опасност по српског деспота. Млетачки адмирал Франческо Бемба понудио је Јовану Кастриоту, Танушу и Који Захарији новац да се придруже млетачкој војсци у борби против Српске деспотовине (априла 1423. године). Они су то одбили. Подржан од стране османског султана Мурата, Стефан Марамонте пљачка области око Скадра и Улциња, а 1429. године напада и Дриваст. Не успева да га освоји. У његовој пратњи били су Гојчин Црнојевић и Тануш Мали. Тануш је априла 1429. године добио на поклон од Дубровачке републике 120 перпера. Дукађини се у изворима помиње 1433. године као покојни.